# Erdbeben von Erzincan 1939
Das Erdbeben von Erzincan erschütterte am 27. Dezember 1939 gegen 01:57 Uhr Ortszeit die türkische Stadt Erzincan und Umgebung mit einer Magnitude von 7,8 Mw. Tiefe Temperaturen, starke Schneefälle und Überschwemmungen beeinträchtigten die Rettungs- und Hilfsarbeiten. Bei dem heftigsten Erdbeben des 20. Jahrhunderts in der Türkei kamen etwa 33.000 Menschen ums Leben.

## Tektonischer und meteorologischer Hintergrund
Durch den Norden der Türkei verläuft die Nordanatolische Verwerfungszone, die Plattengrenze zwischen der Eurasischen und der Anatolischen Platte. An dieser Transformstörung bewegt sich die deutlich kleinere Anatolische Platte in Relation zur Eurasischen Platte mit Geschwindigkeit von etwa 10 bis 20,5 Millimetern pro Jahr westwärts. Die Nordanatolische Verwerfung ist eine der seismisch aktivsten Regionen der Welt, immer wieder kommt es dort zu Erdbeben. Am 21. November 1939 ereignete sich auf derselben Verwerfung etwa 75 Kilometer östlich ein Erdbeben der Stärke 5,9, das möglicherweise in einem seismischen Zusammenhang mit dem Beben von Erzincan steht.
In der Region herrschten um die Zeit des Hauptbebens äußerst widrige meteorologische Bedingungen. Um den 9./10. Dezember begann eine Kältewelle, starker Schneefall setzte ein und an der Südküste des Schwarzen Meeres entwickelten sich Stürme. Am 24. Dezember wurden in Nordostbulgarien −20° Celsius gemessen, die Donau fror zu. Nach dem Beben herrschte niedriger Luftdruck, die Tiefsttemperatur in Erzincan betrug am 28. Dezember −30° Celsius.

## Erdbeben
Das Erdbeben hatte sein Epizentrum nur wenige Kilometer nordöstlich des Stadtzentrums von Erzincan. Sein Hypozentrum lag in 20 Kilometern Tiefe. Erzincan wurde folglich am schwersten getroffen. In den Ruinen brachen zahlreiche Feuer aus, die wegen geborstener Wasserleitungen und zerstörter Straßen kaum bekämpft werden konnten. Weitere sehr schwer getroffene Städte waren Sivas und Tokat. Schäden gab es auch in Yozgat, Amasya, Samsun, Altınordu, Giresun, Malatya, Turhal, Gümüşhane Suşehri, Koyulhisar, Reşadiye und Niksar sowie in zahlreichen Dörfern. Die Zone der schwersten Zerstörung war etwa 15 × 300 Kilometer groß und erstreckte sich entlang der Nordanatolischen Verwerfungszone. Telegraphenleitungen, Straßen und Eisenbahnverbindungen waren unterbrochen, Brücken stürzten ein. Als Effekte der Erschütterungen kam es zu Bodenverflüssigung, Erdrutschen, Felsstürzen und der Bildung von großen Rissen im Boden. Ein bis an die Erdoberfläche reichender Versatz der Schollen (surface rupture) hatte eine Länge von 360 Kilometern, womit es der bis dahin längste solche Versatz seit Beginn der instrumentellen Erdbebenforschung war. Der Versatz erreichte Höhen von 1 bis 2 Meter und eine laterale Verlagerung von 2,3 bis 8,8 Meter.
Im Schwarzen Meer bildete sich ein kleiner Tsunami. Im Hafen von Fatsa zog sich das Meer zunächst etwa 50 Meter zurück, bevor Flutwellen auf das Land trafen und bis zu einer Höhe von 20 Metern über dem normalen Meeresspiegel hinauf überschwemmten. Es ist nicht geklärt, ob der Tsunami ein direkter Effekt des Bebens war, oder ob er indirekt, etwa durch einen Erdrutsch, ausgelöst worden ist.
Es ereigneten sich zahlreiche Nachbeben entlang der Nordanatolischen Verwerfungszone. Sieben schwere Nachbeben traten in den ersten Stunden nach dem Hauptbeben auf.
Der erste Zug mit Hilfslieferungen auf der neuen Eisenbahnverbindung Sivas-Erzurum blieb bei Sivas wegen zerstörter Gleise stehen und wurde zwei Meter hoch eingeschneit. Im Süden ging der Schneefall in heftigen Regen über, der am 31. Dezember etwa in der Region von Diyarbakır und an anderen Orten zu Überschwemmungen führte. Am 1. Januar 1940 brach erneut ein Sturm über dem Schwarzen Meer los. In den betroffenen Gebieten brachen Epidemien aus, die weitere Todesopfer forderten. In der Landwirtschaft machten sich die Ereignisse Monate später durch einen geringen Ernteertrag bemerkbar.
Das Erdbeben von Erzincan und weitere Beben in den Folgejahren gaben den Ausschlag zur Erforschung der Nordanatolischen Verwerfungszone, die einige Jahre später als aktive Transformstörung erkannt wurde.

## Zeitdokumente
Berichterstattung über das Erdbeben, die Folgen und Hilfsmaßnahmen in der deutschsprachigen Tageszeitung Türkische Post, die von 1926 bis 1944 in der Türkei erschien:
- vom 28. Dezember 1939, digitalisiert von der Deutschen Forschungsgemeinschaft (DFG)
- vom 29. Dezember 1939, DFG
- vom 30. Dezember 1939, DFG
- ab 2. Januar 1940, digitalisiert von der Universität Istanbul

## Belege
1. ↑  Significant Earthquake – TURKEY: ERZINCAN. NOAA, abgerufen am 4. Juli 2020 (englisch).
2. ↑  Significant Earthquake – TURKEY: ERZINCAN. NOAA, abgerufen am 4. Juli 2020 (englisch).
3. ↑  M 7.8 - eastern Turkey. USGS, abgerufen am 4. Juli 2020 (englisch).
4. ↑  Tsunami Event – TURKEY: SOUTH BLACK SEA. NOAA, abgerufen am 4. Juli 2020 (englisch).